# Gare de Berlin Buckower Chaussee
 (novembre 2021).
Si vous disposez d'ouvrages ou d'articles de référence ou si vous connaissez des sites web de qualité traitant du thème abordé ici, merci de compléter l'article en donnant les références utiles à sa vérifiabilité et en les liant à la section « Notes et références ».
La gare de Berlin Buckower Chaussee est une gare ferroviaire à Berlin, dans le quartier de Marienfelde. Elle se trouve sur la ligne de Berlin à Dresde.

## Histoire
Le 15 mai 1946, à la demande de l'administration américaine, la gare de Buckower Chaussee est installée sur la ligne vers Dresde, à l'est du quartier de Marienfelde. Cette halte reste pendant de nombreuses années provisoire sur la ligne de la S-Bahn à voie unique alors. Ce n'est qu'avec l'extension à deux voies entre Marienfelde et Lichtenrade à la fin des années 1980 que la gare actuelle est bâtie. L'architecte est Rainer G. Rümmler, qui a également conçu presque toutes les nouvelles stations de métro à Berlin pendant plusieurs décennies. La conception détaillée est similaire aux gares de Berlin-Spandau et de Berlin-Wittenau. Les deux plates-formes latérales atteignent maintenant jusqu'à la rue éponyme. Là, une grande arche enjambe les plates-formes et les rails et attire l'attention sur la gare de la S-Bahn. Au sud, un pont ferme la gare. Par ce pont, le parc relais peut être atteint sans franchir les voies.
Peu avant la gare, il y a encore deux passages à niveau à Säntisstraße et à la très fréquentée Buckower Chaussee.
Dans le cadre de la construction des voies de chemin de fer à grande distance de la ligne de Dresde à partir de 2017, la gare de S-Bahn sera démolie et reconstruite sous le pont routier projeté sur la Buckower Chaussee.

## Service des voyageurs

### Intermodalité
La gare est en correspondance avec les omnibus de la Berliner Verkehrsbetriebe et de la Verkehrsgesellschaft Teltow-Fläming.